# Adolf Fonahn
Adolf Mauritz Fonahn (født 15. juni 1873 i Hedrum, død 21. august 1940 i Oslo) var en norsk medicinhistoriker og orientalist.
Fonahn blev student 1891 og cand. med. 1899. Allerede i studietiden lagde han sig efter orientalske sprog, og efter at have praktiseret en kortere årrække, rejste han til udlandet for at studere dels disse (assyrisk, arabisk, persisk, ægyptisk, sanskrit og flere andre), dels medicinens historie. 1909—14 var han adjunktsstipendiat ved Kristiania Universitet med pligt til at holde medicinhistoriske forelæsninger. Han udfyldte dette hverv så godt, at Stortinget 1914 bevilgede ham en betydelig understøttelse til fortsat videnskabeligt arbejde, og 1917 ansattes han som docent i medicinalhistorie ved Universitetet i Kristiania. De studier af Orientens sprog, som Fonahn med forkærlighed har 
dyrket, og som foranledigede, at han 1908 indstilledes til Societé des savants' guldmedalje for modern-arabisk tale- og skriftsprog, har gjort, at han har kunnet foretage undersøgelser på lidet tilgængelige områder. De kom ham til gode ved en række afhandlinger over drogernes historie (Orm og Ormemidler, 1905) og i nogle studier over assyrisk medicin. Nyt land åbnede han for den medicinhistoriske forskning ved Zur Quellenkunde der persischen Medizin, 1910, der gav Anledning til undersøgelser på flere uopdyrkede områder. International berømmelse nåede han ved, sammen med Halfdan Hopstock og Ove Vangensten, at udgive Lionardo da Vinci: Quaderni d'Anatomia i 6 foliobind, 1911—16, et arbejde, der belønnedes med guldmedalje i Leipzig, og som overalt i den videnskabelige verden vakte den største opsigt, idet der her for første gang, trods flere forsøg, foreligger en facsimileudgave med læsning og oversættelse af den i spejlskrift skrevne tekst til de i Windsor opbevarede anatomiske tegninger, som Lionardo havde efterladt sig.